# Cranford (New Jersey)
Cranford – miejscowość  w hrabstwie Union w stanie New Jersey w USA. Według danych z 2010 roku Cranford zamieszkiwało ponad 22,5 tys. osób.

## Geografia administracyjna
Cranford graniczy z Garwood, Westfield, Kenilworth, Springfield Township, Roselle, Roselle Park, Linden  i Clark